# Староградачки Мароф
Староградачки Мароф је насељено место у саставу општине Питомача у Вировитичко-подравској жупанији, Република Хрватска.

## Историја
До територијалне реорганизације у Хрватској налазио се у саставу старе општине Ђурђевац.

## Становништво
На попису становништва 2011. године, Староградачки Мароф је имао 247 становника.

## Попис1991.
На попису становништва 1991. године, насељено место Староградачки Мароф је имало 295 становника, следећег националног састава:
| Попис 1991.‍ | Попис 1991.‍ | Попис 1991.‍ | Попис 1991.‍ | Попис 1991.‍ |
| ----------- | ----------- | ----------- | ----------- | ----------- |
|             |             |             |             |             |
| Хрвати      | Хрвати      |             | 281         | 95,25%      |
| непознато   | непознато   |             | 14          | 4,74%       |
| укупно: 295 |             |             |             |             |